# 越後線
越後線（えちごせん）は、新潟県柏崎市の柏崎駅と同県新潟市中央区の新潟駅を結ぶ、東日本旅客鉄道（JR東日本）の鉄道路線（地方交通線）である。
柏崎から西山丘陵を越えて弥彦山脈東麓沿いに越後平野を通り新潟とを結ぶ路線である。普通列車のみが運行されている。
全線が旅客営業規則の定める大都市近郊区間の「新潟近郊区間」に含まれており、吉田駅 - 新潟駅間の全駅および柏崎駅がIC乗車カード「Suica」の新潟エリアに含まれている。吉田駅 - 新潟駅間は新潟都市圏近郊の通勤路線となっている。内野西が丘駅 - 新潟駅間は宅地化された丘陵地帯等を走っており、住宅地が途切れることがない。
内野駅 - 関屋分水橋梁間は新潟市西区の砂丘地の南麓中腹部分を経由しており、地盤が軟弱になっている箇所が点在する。そのため1964年の新潟地震や1998年の8.4水害、2024年の能登半島地震などの大規模自然災害の際には路盤の一部が流出した。

## 路線データ
- 管轄（事業種別）：東日本旅客鉄道（第一種鉄道事業者）
- 区間（営業キロ）：柏崎駅 - 吉田駅 - 新潟駅 83.8 km
- 軌間：1067 mm
- 駅数：33（起終点駅含む）
  - 越後線所属駅に限定した場合、起終点駅（ともに信越本線所属[4]）が除外され、31駅となる。なお、弥彦線と交差する吉田駅は越後線所属[4]。
- 複線区間：上所駅 - 新潟駅間 1.5 km
- 電化区間：全線（直流1500 V）
- 保安装置：
  - ATS-SN（柏崎駅 - 内野駅間）
  - ATS-Ps（内野駅 - 新潟駅間[2]）
  - ATS-P（新潟駅[3]）
- 運転指令所：新潟総合指令室 (CTC)
- 最高速度：85 km/h

全線が新潟支社の管轄である。ラインカラーは緑色である。

## 歴史

### 越後鉄道
信越本線が柏崎から内陸部に入り、長岡、三条を経由することとなったため、柏崎から日本海沿岸を経由して新潟に至る鉄道が計画された。これが越後線の前身である越後鉄道（えちごてつどう）である。越後鉄道は1912年（大正元年）から翌年にかけて全通した。しかし、越後鉄道は資金不足のため信濃川に架橋することが出来ず、新潟側のターミナル駅は信越本線新潟駅とは信濃川を隔てた対岸の白山に置かれた白山駅となった。
越後鉄道は経営難に苦しみ、政治工作によって度々国有化を要請したが容易に実現しなかった。
1927年（昭和2年）1月、水戸鉄道（後の水郡線）・陸奥鉄道（後の五能線）・苫小牧軽便鉄道・日高拓殖鉄道（後の日高本線）の4私鉄に加えて越後鉄道の買収案が突如浮上、相前後して白山 - 新発田間の新線案（後の白新線）も提示された。紛糾の末に国会議決を経て5社の国有化が決定、越後鉄道は同年10月に国有化され、柏崎駅 - 白山駅間が越後線となった。
五私鉄の国有化は当初から政治的意図が指摘されたが、特に越後鉄道については強い政治介入がささやかれており、のち1929年（昭和4年）に「越後鉄道疑獄」として表面化、元文部大臣小橋一太が収賄容疑で起訴される事態となった。

### 白山 - 新潟間開通

新潟付近鉄道路線図
赤：在来線　青：廃止・休止線
緑：新幹線
橙丸：旅客・貨物駅
浅葱丸：廃止・休止駅
（2010年時点）

1943年（昭和18年）に新潟駅（旧） - 関屋駅間の貨物線（信越本線支線）が敷設され、両線が信濃川を渡って接続された。この信越本線支線は1951年（昭和26年）6月に旅客営業を開始し、同年12月には同支線上に白山駅を移転して関屋駅 - 白山駅（旧）間を廃止、同支線を越後線に編入して、柏崎駅 - 新潟駅間が越後線となった。また、同年4月には、上沼垂駅 - 万代駅（貨物駅）間の信越本線貨物支線の開通とともに上沼垂駅から沼垂駅を経由せずに直接白山駅へ抜けるルートが形成され、関屋駅 - 万代駅間に営業キロが設定されている。
1958年（昭和33年）には、新潟駅が上沼垂駅 - 関屋駅間の貨物支線上（万代駅への分岐点付近）に移転し、それと共に越後線も終点を新たな新潟駅に変更した。

### 電化
かつては非電化のローカル路線だったが、新潟大学が新潟市西部の五十嵐地区への移転を開始し始めた1970年代以降、沿線が宅地化し始めると次第に通勤・通学路線へと変貌し、1984年（昭和59年）4月には弥彦線（弥彦駅 - 東三条駅間）と共に全線電化を果たした。同月のダイヤ改正では内野駅 - 新潟駅間が31往復（従来は20往復）に大増発され、同区間は日中30分間隔での運行となった。同区間はその後も1986年の8往復増など増発が続き、2001年には新潟駅毎時0・20・40分発のパターンダイヤが導入された。

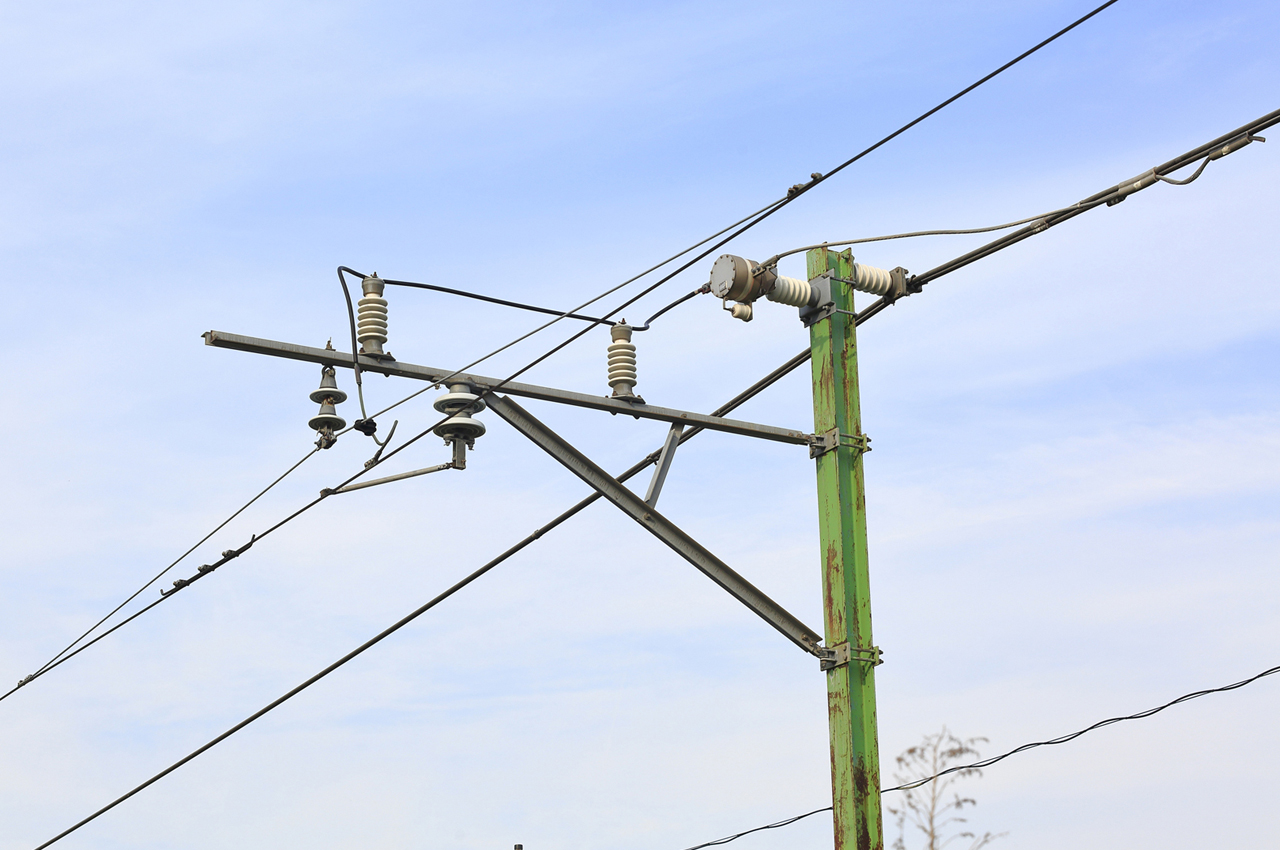
H形鋼の架線柱と、吊架点に逆Y線が追加された直接吊架式の架線（出雲崎 - 妙法寺）

なお、柏崎駅 - 吉田駅間の一部区間の架線には、JRの路線としては数少ない低コストの直接吊架式が採用されており、最高速度が85 km/hに制限されている。これは電化された1984年（昭和59年）当時の国鉄が慢性的な赤字であり、コストダウンを強いられたための措置である。路面電車用などとは異なり、吊架点をトロリー線から分離した逆Y線吊りとしている。なお、吉田駅で越後線と接続する弥彦線も直接吊架式による電化である。

### 災害による影響
新潟県中越沖地震（2007年7月16日）
柏崎駅0番線に停車中の列車が脱線したほか、路盤が液状化現象などにより湾曲したり、線路際にある住宅が倒壊するなど被害が生じたため柏崎駅 - 吉田駅間で運休したが、同年8月10日から臨時ダイヤで運行を再開した（8月26日までは朝夕の通勤・通学時間帯のみ列車を運行し、かつ一部区間で徐行運行を行う暫定ダイヤで、昼間は代行バスを運行。通常運行再開は8月27日から）。
能登半島地震（2024年1月1日）
内野駅 - 新潟大学駅間で道床が陥没した。そのため、同年1月5日まで関屋駅 - 越後赤塚駅間で運転を見合わせた。その他の区間は1月3日に運転を再開した。なお、代行輸送は行わなれなかった。

### 信越本線からの迂回運転
両端の柏崎駅・新潟駅で信越本線と接続しているため、信越本線が事故や災害などで不通になった際の迂回ルートとしても越後線の柏崎駅 - 新潟駅間が活用されたことがあり、特急列車などが越後線経由で迂回運行されたり、代替の臨時列車が運行されたりした。例として、信越本線が柏崎市内の脱線事故で不通になった際に寝台特急「日本海」が越後線に迂回したケースがある。2004年（平成16年）の新潟県中越地震の際には上越新幹線（越後湯沢駅以北）や上越線（水上駅以北）、信越本線（柏崎駅以北）などが運行不能となったため、長野駅 - 新潟駅間の臨時快速列車が越後線経由で運行された。
しかし、近年は列車運行管理システムプログラムの都合上や前述した一部区間の簡易電化方式のため、信越本線と比較して高速での電車運行に支障が出るなどの理由で迂回運行は殆ど行なわれていない。

### 年表
- 1912年（大正元年）
  - 8月25日 【開業】越後鉄道 白山 - 吉田(31.2 km) 【駅新設】白山（初代）、内野、曽根、巻、和納、吉田[16]
  - 11月11日 【開業】柏崎 - 石地(18.7 km) 【駅新設】比角、荒浜、刈羽、西山、石地[17]
  - 12月28日 【延伸開業】吉田 - 地蔵堂（仮）(8.3 km) 【駅新設】地蔵堂（仮）[18]
  - 12月28日 【延伸開業】石地 - 出雲崎(3.9 km) 【駅新設】出雲崎[18]
- 1913年（大正2年）
  - 4月20日 【延伸開業・全通】出雲崎 - 地蔵堂（仮）(16.7 km) 【駅新設】与板、寺泊、地蔵堂 【駅廃止】地蔵堂（仮） 【駅名改称】吉田→西吉田、曽根→越後曽根[19][20]
  - 5月27日 【駅新設】村田（臨時乗降場）[21]
  - 11月15日 【駅新設】関屋[22]
  - 12月16日 【駅新設】礼拝[23]
- 1914年（大正3年）
  - 7月20日【駅新設】粟生津（停留場）[24]
  - 10月20日 【駅新設】寺尾（停留場）[25]
  - 12月25日 【駅新設】越後赤塚[26]
- 1915年（大正4年）
  - 6月15日 【駅新設】新荒浜（停留場）[27]
  - 7月1日 【駅名改称】荒浜（初代）→西中通、新荒浜（停留場）→荒浜（2代）[28]
  - 10月1日 【駅名改称】与板→小島谷、寺泊→大河津[29]
  - 11月3日 【駅名改称】村田（臨時乗降場）→妙法寺（停留場）[30]
- 1916年（大正5年）
  - 4月15日 【駅新設】桃林（荒浜 - 刈羽間。春季の花見時期に限り毎年開設）
  - 6月20日 【停留場→駅】粟生津
  - 9月25日 【停留場→駅】妙法寺
- 1918年（大正7年）3月25日 【停留場→駅】寺尾
- 1919年（大正8年）12月5日 【駅新設】桐原（停留場）[31]
- 1920年（大正9年）12月28日 【停留場→駅】桐原
- 1927年（昭和2年）10月1日 【買収・国有化】越後線 柏崎 - 白山(81.0 km) 【駅廃止】桃林
- 1943年（昭和18年）11月1日 【開業】信越本線 新潟 - 関屋（貨物支線）[32](4.6 km)
- 1951年（昭和26年）
  - 4月5日 【キロ設定】関屋 - 万代（貨）(7.2 km)
  - 6月25日 【旅客営業開始】新潟 - 関屋
  - 12月15日 【区間統合】越後線 柏崎 - 新潟（信越本線新潟 - 関屋間を越後線に統合） 【駅新設】白山（2代） 【路線廃止】関屋 - 白山（初代）(-1.8 km) 【駅廃止】白山（初代）[33]
- 1958年（昭和33年）
  - 4月29日 新潟駅移転 【キロ廃止】関屋 - 万代（貨）(-7.2 km)
  - 6月25日 【駅新設】小木ノ城[32]
- 1959年（昭和34年）10月1日 【駅名改称】西吉田→吉田
- 1960年（昭和35年）6月1日 【駅新設】小針[32]
- 1965年（昭和40年）
  - 6月10日 【駅新設】南吉田[32]
  - 12月25日 【駅名改称】和納→岩室
- 1969年（昭和44年）10月1日 【駅名改称】比角→東柏崎
- 1982年（昭和57年）5月31日 全線でCTC使用開始[34]
- 1983年（昭和58年）4月1日 【駅名改称】地蔵堂→分水
- 1984年（昭和59年）4月8日 【電化】全線 【駅新設】北吉田、新潟大学前[8]
- 1986年（昭和61年）11月1日 【駅名改称】大河津→寺泊
- 1987年（昭和62年）4月1日 【承継】東日本旅客鉄道[32] 【貨物営業廃止】全線
- 1988年（昭和63年）3月13日 【駅新設】青山[32]
- 1995年（平成7年）5月8日 一部列車でワンマン運転を開始[35]。
- 2004年（平成16年）秋 新潟駅周辺の駅に自動改札導入
- 2005年（平成17年）3月1日 【駅新設】内野西が丘[32]
- 2024年（令和6年）
  - 1月1日 能登半島地震の影響で、内野 - 新潟大学間で道床が陥没したため、同年1月5日まで関屋 - 越後赤塚間で運転を見合わせる。代行輸送は行わない。その他の区間は1月3日に運転を再開[13][15]。
  - 1月6日 始発電車から全線で運転再開[12]。
- 2025年（令和7年）3月15日 吉田 - 新潟間のワンマン列車において無人駅を含む各駅で全てのドアから乗降可能となる[36]。【駅新設】上所[37]
- 2026年（令和8年）7月1日（予定）：支社制から事業本部制への再編に伴い、これまでの新潟支社の管轄から、柏崎駅 - 巻駅間を長岡事業本部、越後曽根駅 - 新潟駅間を新潟事業本部の管轄とする[38]。

## 現状と今後

### 柏崎 - 吉田間

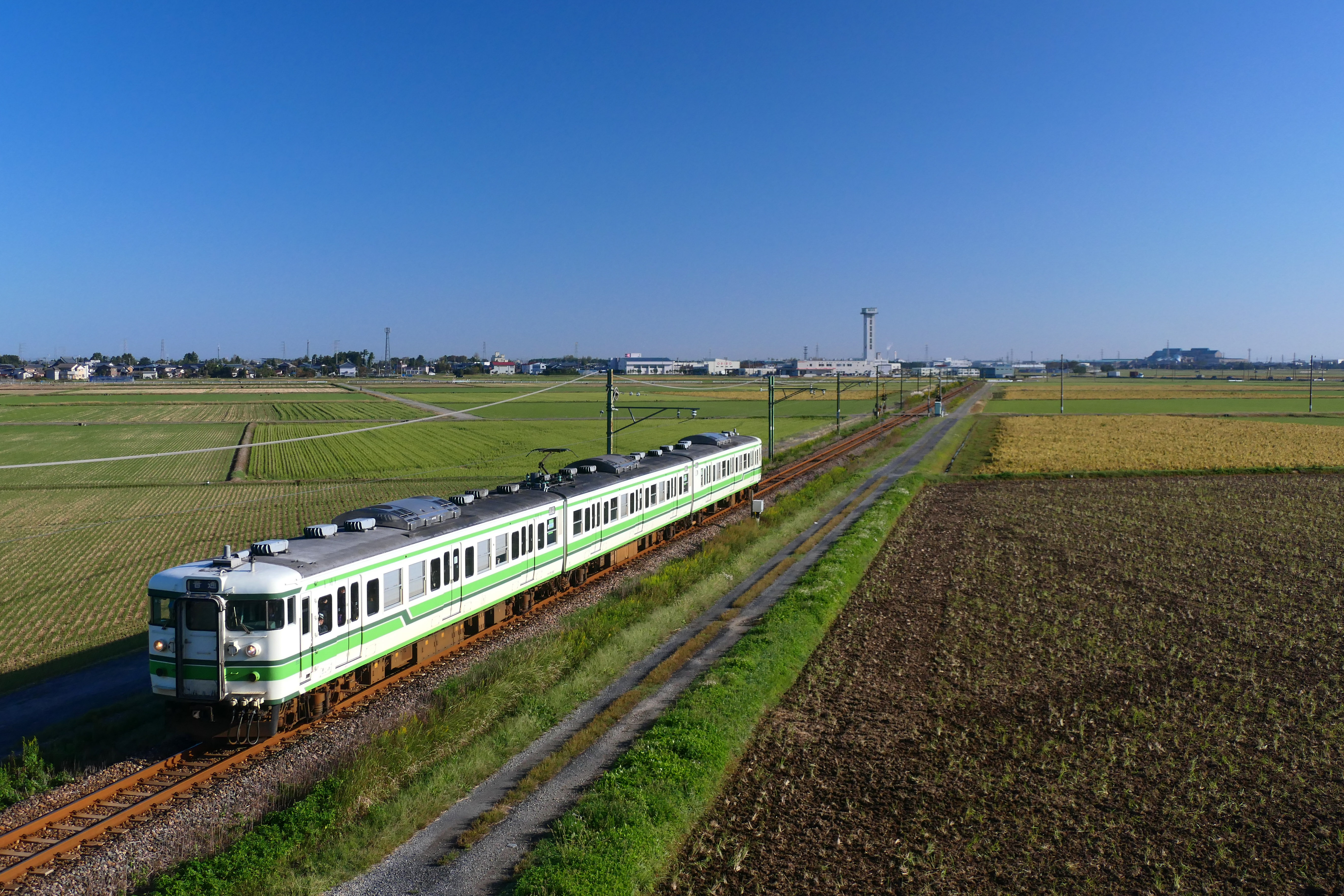
粟生津駅 - 分水駅間を走行する115系電車。柏崎駅 - 吉田駅間は依然ローカル線の雰囲気が残る。（2019年10月6日）

前述のとおり電化を果たしたものの、南側の柏崎 - 吉田間は閑散線区となっており、運行本数も次第に減少している。この区間の1日当たりの平均通過人員（輸送密度）は1987年度は1,861人あったものの、2017年度には806人と半減している。

越後線沿線のバス路線図（柏崎駅 - 礼拝駅間）

越後線沿線のバス路線図（出雲崎駅 - 吉田駅間）

柏崎 - 礼拝間には越後線とほぼ並行する形で長岡駅方面とを結ぶ越後交通の路線バスが運行されているものの、西山以北には並行・競合する公共交通機関は存在しない。ただし出雲崎駅・小島谷駅・寺泊駅・分水駅の4駅からは長岡駅方面、さらに分水駅からは長岡方面に加え、燕駅・燕三条駅経由で東三条駅方面に至る同社の路線バスが運行されている。
吉田以南の区間の利用者が減少傾向にある要因としては、沿線地域のうち特に柏崎市西山町と出雲崎町、長岡市和島地域を中心に少子高齢化が進行し通勤通学の需要が減少していることに加え、並行する国道116号がバイパス化されるなど各所の道路改良が著しいことなどが挙げられる。

### 吉田 - 新潟間
一方、北側の吉田 - 新潟間は1960年代後半から住宅地開発が各所で進捗している上、沿線には公共施設や医療機関、高等学校、大学が多く所在し、燕・新潟両市近郊の通勤・通学の足として利用されている。この区間の1日当たりの平均通過人員は吉田 - 内野間が1987年度9,444人、2017年度が7,650人とやや減少しているが、内野 - 新潟間は1987年度が22,300人、2017年度が23,253人で横ばいである。

#### 吉田 - 内野間の増発社会実験
吉田以北の沿線2自治体のうち、新潟市は2007年4月1日から政令指定都市へ移行したのに伴い、越後線沿線の西川・巻・岩室の各地区は西蒲区の区域となり、巻駅近くに区役所が置かれた。同市内のJR線は市内8行政区のうち南区を除く7行政区を経由している。西蒲区を除く6行政区については、新潟駅から区役所等（北区・中央区・江南区・秋葉区・西区=各区役所、東区=東区役所石山出張所）所在駅までの運行間隔が昼間20分間隔となっているのに対し、西蒲区域全域を含む内野以西の区間は、昼間50 - 70分間隔となっていた。また交換設備が設けられていない駅が多いため列車の増発に限界があり、後述する強風による遅延・運休が頻発するなど設備上の問題点も山積している上、越後線に並行する国道116号も交通量の増加によって渋滞や速度低下が慢性化しつつあった。
このため燕市・新潟市と沿線各地区の住民組織、沿線に所在する大学・専門学校各校などはJR東日本新潟支社に対し、交換設備の増設など設備面の改善と、吉田 - 内野間の運行間隔を他区間同様20分間隔に短縮するなど運行体制の改善を求めている。特に新潟市は、公共交通の振興を目指して2008年春に策定した短中期計画「にいがた交通戦略プラン」において「越後線の利便性向上」を重点プロジェクトの一つとして挙げており、運行頻度向上や各駅の利用環境改善、交通結節機能の強化などを課題としている。また2010年12月には西蒲・西両区の自治協議会が吉田 - 内野間の列車増発を求め、要望書と共に合計約4万1千人分の署名を市に提出したのを受け、市は2011年1月、JR東日本新潟支社に署名簿を提出し列車増発などを要望。これに対しJR東日本新潟支社側は「前向きに検討したい」と回答した。
こうした経緯を経て2012年3月17日のJRグループのダイヤ改正に合わせ、越後線のデータイムの利便性向上を目的とした社会実験が、JR東日本新潟支社と両市の共同により3年間にわたって実施されることになり、データイムの内野 - 新潟間の列車を計3往復延伸してダイヤを等間隔化し、10 - 15時台の吉田 - 内野間を40分間隔で運行するダイヤが編成された。なお、延伸している3往復の吉田 - 内野間は通年運行の臨時列車扱いとなっていた。新潟市は沿線3駅にパークアンドライド用の駐車場を確保したほか、新潟交通グループの協力を得て、岩室駅と巻駅、越後曽根駅、越後赤塚駅を発着する路線バス・コミュニティバスの増発や、吉田駅を発着して岩室温泉などに至る西蒲区バスの試験運行を実施するなど、列車増発に付帯する社会実験を併せて実施した。ただし吉田駅以南方面の列車や弥彦線との接続に関しては、弥彦線が東三条駅で信越本線の普通列車（長岡 - 新潟間、昼間概ね60分間隔）との接続を優先するダイヤを編成している関係から、吉田駅で各方面間との乗り継ぎ時間が延伸した時間帯が生じた。

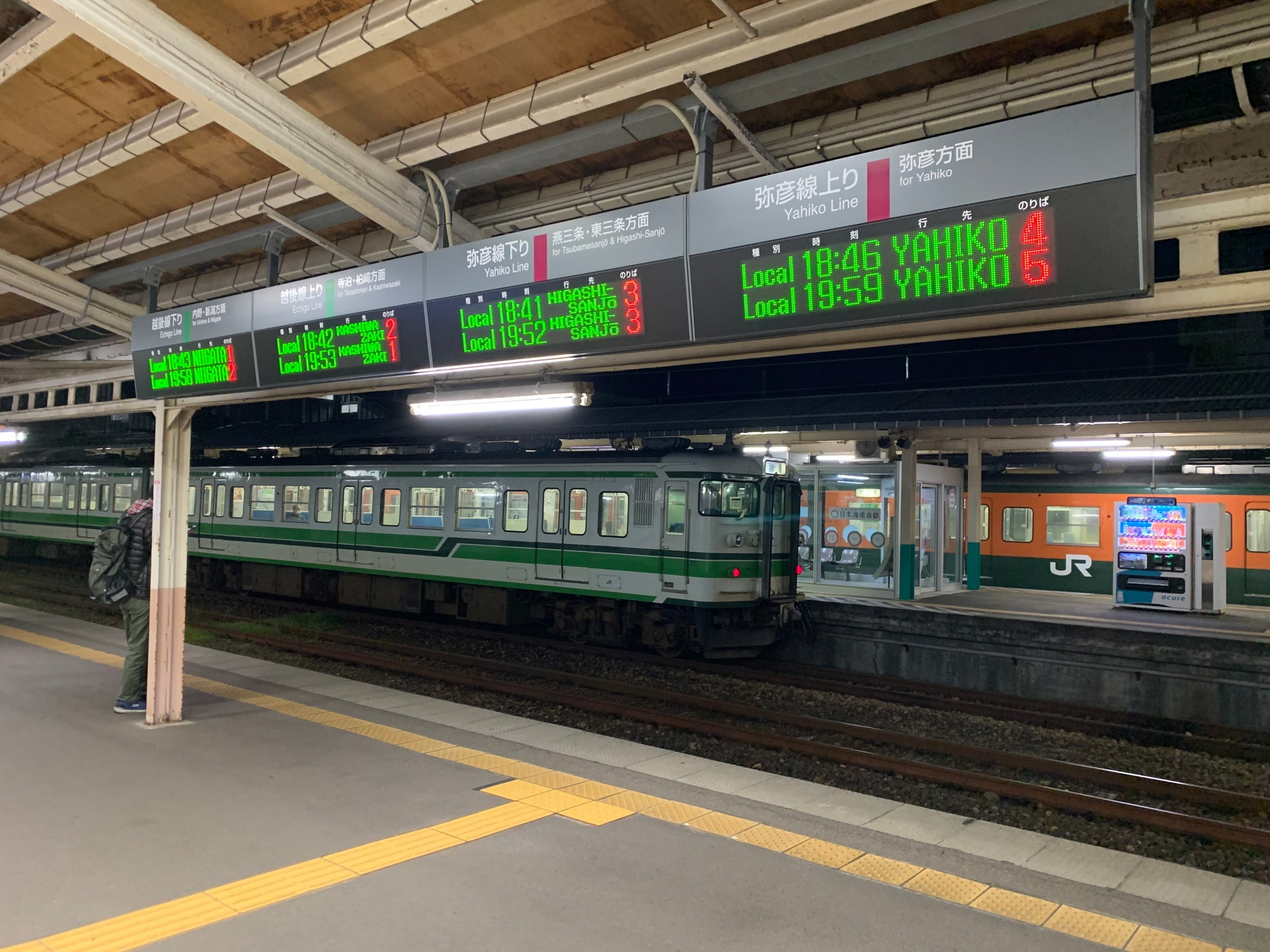
吉田駅では柏崎方面や弥彦線との接続を優先するダイヤがとられている（2020年3月）

この社会実験では吉田 - 内野間の1日当たりの平均利用者数を、2011年比で350人増加させることを目標値としていたが、同年9月に速報値として公表された、3月から6月までの4か月間の1日平均利用者数は8,620人で、前年同期比で20人の微増という数値に留まった。さらに2013年11月8日に公表された、前年8月から7月までの1年間の1日平均利用者数は8,400人で、沿線の高等学校の募集定員削減や通学者の減少などの影響から、実験前の同期比から60人をも下回る結果となった。両市では延伸3往復の定期運行化について可否が判断される2014年秋までに目標値をクリアすることを目指して、沿線市民に対し越後線の利用を促すなどしたが大きな変化はなく、2014年12月、JR東日本新潟支社は目標とした利用者の増加に至らなかったとして、2015年3月14日のダイヤ改正で社会実験前の運行本数に減便し、再び昼間60分間隔とすると発表した。

#### 新潟駅連続立体交差事業
新潟駅周辺の在来線3路線の高架化を行う「新潟駅連続立体交差事業」が、2021年度の立体交差化完了を目標に事業が進められ、このうち越後線では高架化と併せて信濃川橋梁東詰 - 新潟駅間の複線化と、同橋梁西詰側に位置する白山駅の改修（半地下化・自由通路新設・ホーム1面1線の増設）などが行われた。このうち後者の白山駅のホーム増設は2013年夏に竣工し、同年9月1日から供用を開始した。

2018年4月15日には新潟駅の高架駅第1期開業として在来線高架ホームの供用が開始され、これにあわせて越後線の信濃川橋梁東詰 - 新潟駅間が複線化された。

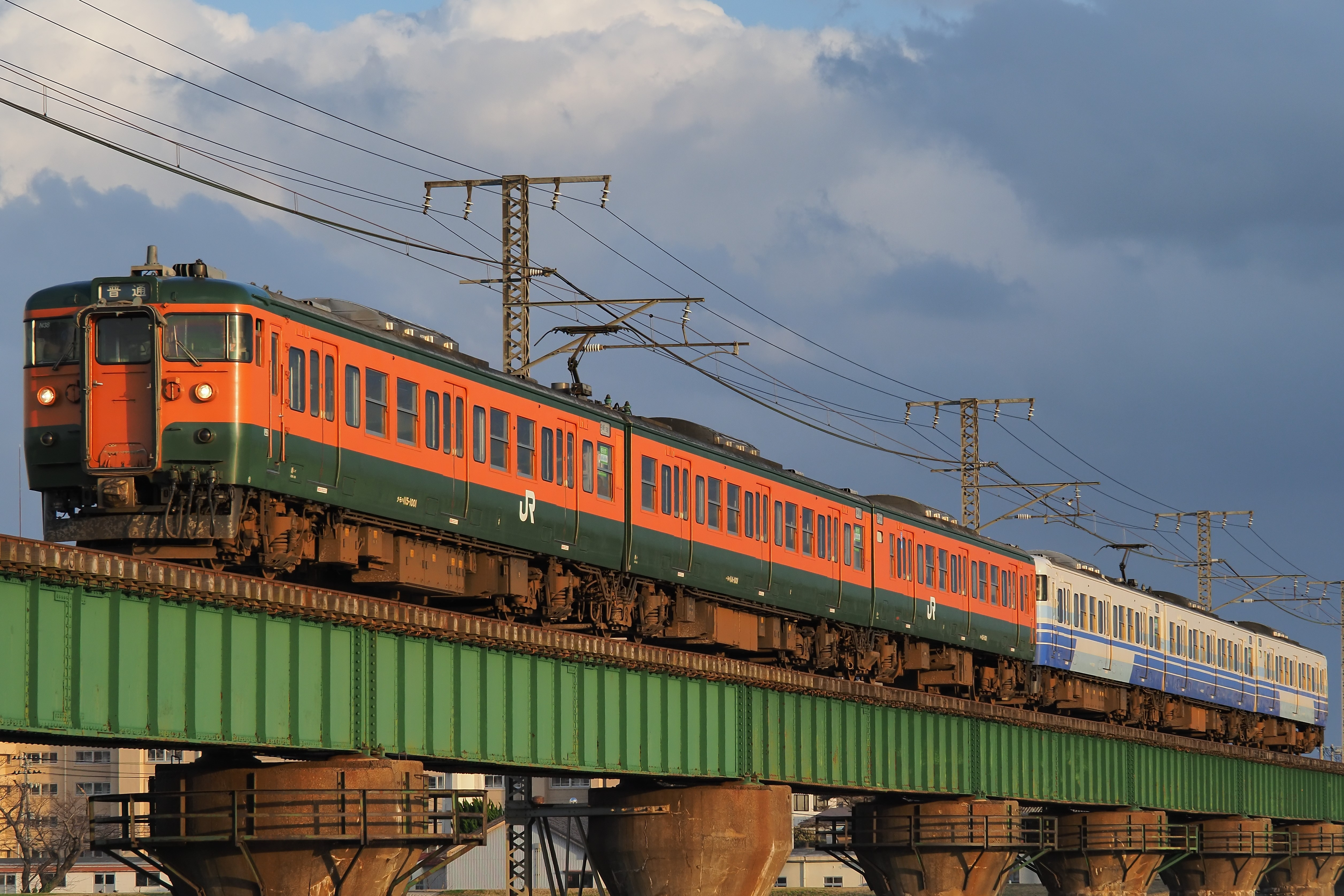
白山 - 新潟に架かる信濃川橋梁（2020年3月）

前述の通り信濃川橋梁東詰 - 新潟駅間は複線化が行われたものの、既に架橋から80年を経過している信濃川橋梁部の架け替えや複線化などについての具体的な計画は無く、JR東日本新潟支社も「現段階で架け替えの必要はなく、複線化の予定もない」との見解を示している。

#### 上所駅設置
白山 - 新潟間は営業キロ上の駅間距離が3.1 kmとやや長くなっており、1980年代から沿線住民や新潟県立新潟南高等学校の通学者、新潟県の社会福祉施設「新潟ユニゾンプラザ」の利用者などから新駅の設置要望が出されていた。しかし要望する地点は信濃川橋梁の南詰側に位置し、築堤やカーブなどの構造物が存在し、また周辺は東港線と新潟県道1号新潟小須戸三条線の2本の幹線道路が交差する地点で、駅舎用地の確保も課題となった。
採算性の問題などもあり、新潟市によるとJR東日本新潟支社は消極的な見解を示していたが、2018年になり、新潟市は上所駅（仮称）の検討に2018年度の予算を計上した。2022年2月7日、新潟市とJR東日本新潟支社は新駅「上所駅（仮称）」設置に向けて基本協定を締結した。新駅は2面2線方式で、2023年6月1日には新駅の名称が「上所駅」に決定した。2024年12月13日には2025年3月15日に開業することが発表された。

### 強風による遅延と対策
新潟の平野部を走行することや、鉄橋が川の河口に近いなど地形的な原因から強風の影響を受けやすいというネックがある。特に大河津分水路を信濃川分水橋梁で渡る寺泊駅 - 分水駅間、水田が広がる越後赤塚駅 - 内野駅間、関屋分水橋梁が架かる青山駅 - 関屋駅間、信濃川橋梁が架かる白山駅 - 新潟駅間の4区間は横風の影響を受けやすいため、徐行運転による遅延や運休になるケースがしばしばある。特に2005年のJR羽越本線脱線事故発生以降は運行基準がより厳格化され、風速規制値が引き下げられたこともあって、とりわけ冬場には遅延・運休が増加していた。
そこでJR東日本新潟支社では2012年11月20日から特に運休が頻発していた越後赤塚 - 内野間の運転中止の規制値を風速25 m/sから30 m/sに、徐行運行の規制値を風速20 m/sから25 m/sに、それぞれ引き上げる措置を取った。この規制値は羽越本線事故以前と同じ数値で、JR東日本が2011年12月から導入した「車両が風から受ける力をより適正に評価し運転規制を行う手法」の一環で、風速計の増設によって観測体制を強化し、安全性を確保したことによるもので、同区間においては風速計が従来1基だけだったものを2基増設し、計3基体制とした。

## 運行形態

越後線の路線図。無人駅が殆どを占める柏崎駅 - 吉田駅間と、上所駅を除き全駅有人（かつ自動改札あり）で駅間隔も短い内野駅 - 新潟駅間では性格が大きく異なる。

### 普通列車
定期列車は、各駅に停車する普通列車のみである。
新潟駅発着の列車を中心に運行されているが、吉田駅で運行系統が分離されているほか内野駅で折り返す列車が多く、柏崎駅 - 吉田駅間、吉田駅 - 内野駅間、内野駅 - 新潟駅間の3区間に大別される。新潟駅 - 柏崎駅間を直通運転する列車、新潟駅から信越本線新津方面や白新線を経て羽越本線の新発田・村上方面と直通運転する列車、 柏崎方面から弥彦線東三条方面と直通運転する列車も運行されている。

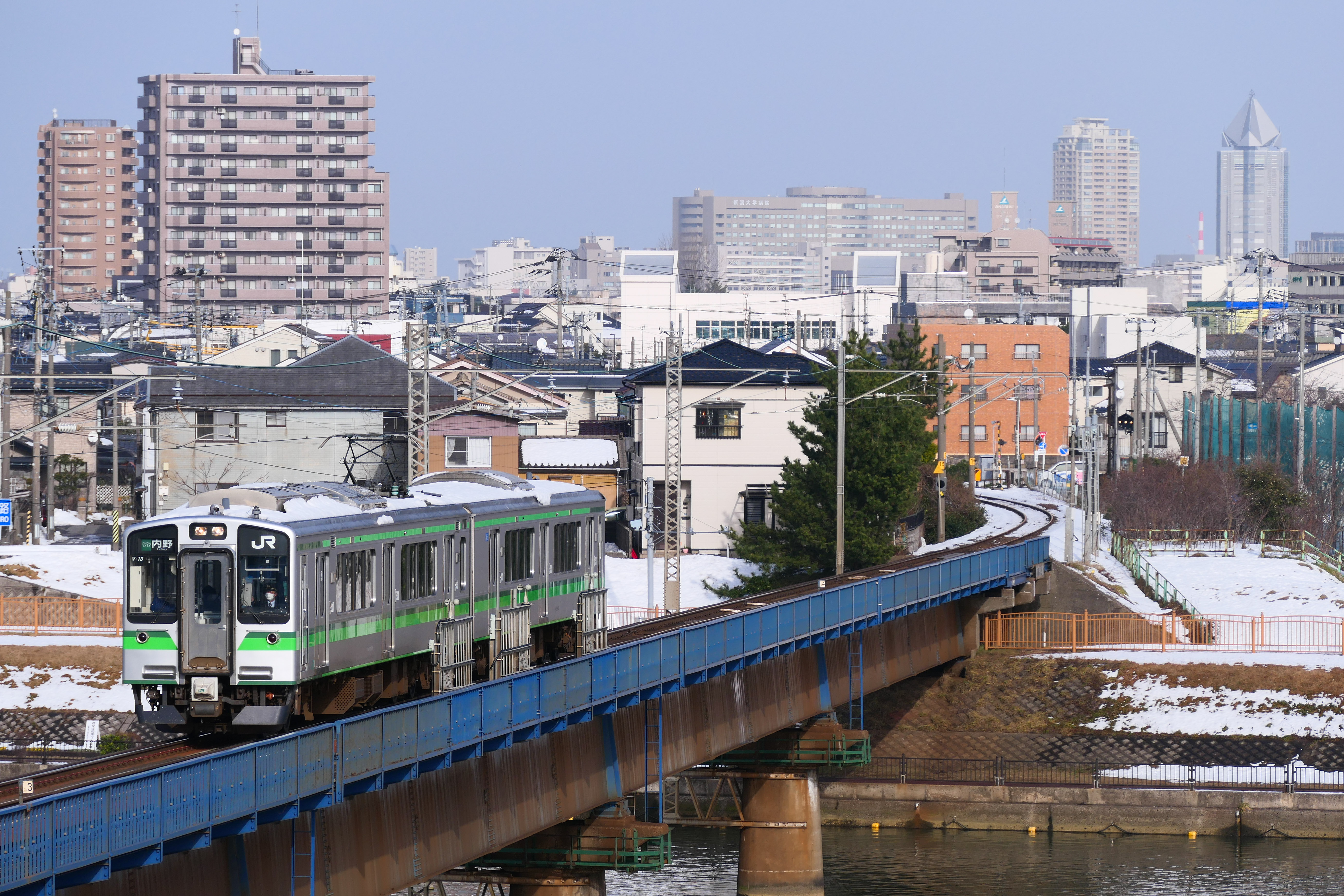
ワンマン運転を行うE127系
（2021年1月 青山駅 - 関屋駅間）

なお、内野駅 - 新潟駅間（区間運転）の2両編成の列車の大半、吉田駅 - 新潟駅間および柏崎駅 - 吉田駅間の2両編成の一部列車でワンマン運転が実施されている。ワンマン運転時、吉田駅 - 新潟駅間では全てのドアが開く全車扱いとなるが、柏崎駅 - 吉田駅間では先頭車両のみドアが開く自車扱い（後乗り整理券発行・前降り車内精算、中扉締切）となる。

#### 柏崎駅 - 吉田駅間
柏崎駅 - 吉田駅間の全区間を運行する列車の本数は1日9往復で、出雲崎駅折返しの区間列車（うち1往復は土曜・休日および学休日は寺泊駅発着）を含めても合計11往復である。大半の列車が吉田駅発着であるが、新潟駅直通列車が下り4本・上り1本（うち全線直通は下り2本・上り1本）、弥彦線直通の東三条駅発着の列車も朝に1往復運行されている。朝夕の通勤・通学需要に特化したダイヤが組まれており、昼間の運行間隔は最大で下り約3時間、上り約4時間開いている。

#### 吉田駅 - 内野駅間
吉田駅 - 内野駅間は全列車が新潟駅直通で運行される。昼間は40 - 80分間隔、ラッシュ時および夜間は20 - 75分間隔で運行されており、燕・新潟両市近郊の通勤・通学の足として利用されている。越後曽根駅 - 新潟駅間および巻駅 - 新潟駅間の区間列車がそれぞれ1往復ずつ設定されている。

#### 内野駅 - 新潟駅間
内野駅 - 新潟駅間はほぼ20分間隔のパターンダイヤが編成されており、2020年3月14日改正時点では、上述の吉田駅（および巻駅・越後曽根駅） - 新潟駅間の列車が1日26.5往復、これに加え内野駅 - 新潟駅間の列車が25.5往復の合わせて52往復運行されており、単線でありながらもラッシュ時・昼間時共に毎時3本を確保している。関屋駅 - 新潟駅間の区間列車が平日・土曜日の朝のみ1往復設定されている。

### 臨時列車
定期列車は普通列車のみであるが、沿線でイベントなどが行われる際に臨時列車が運行されることがある。
一例として、弥彦駅 - 吉田駅 - 新潟駅間では彌彦神社への二年参りおよび初詣に合わせた「きらきら行く年・きらきら来る年」、分水駅 - 吉田駅 - 東三条駅 - 新潟駅間では分水桜まつり開催期間の平日に合わせた「夜桜Shu*Kura」など各イベントへの足となる臨時快速列車が設定される。 
これらのほか、分水桜まつりの開催期間には分水駅 - 吉田駅間、柏崎えんま市の開催期間には柏崎駅 - 出雲崎駅間、ぎおん柏崎まつり・海の大花火大会の開催日には柏崎駅 - 西山駅・吉田駅間、新潟まつり・花火大会の開催日には吉田駅・内野駅 - 新潟駅間で普通列車が増発されるのをはじめ、弥彦神社菊まつりの開催期間には新潟方面始発・吉田駅止まりの上り普通列車1本を弥彦駅へ延長運転するなどしている。

### 過去の運行形態
かつては急行列車などの優等列車、快速列車が全線を通して運行されていた。1968年から1982年11月までは青海駅・糸魚川駅 - 新潟駅間を越後線経由で走破する急行「ひめかわ」が運行されていた（1982年秋の改正で線内のみ運転の愛称無しの快速に格下げし、電化時に廃止）ほか、1991年3月から1993年12月には長野駅 - 新潟駅間の快速「やひこ」および、新潟駅 - 内野駅間で快速運転をする普通列車が運行されていた。特に「やひこ」は停車駅を絞り、信越本線経由の特急に匹敵する所要時間で運転されていた。しかし「やひこ」廃止以降、定期列車は普通列車だけの運行となった。

## 使用車両

### 現在の車両

2020年3月改正時点での運行車両

定期列車の使用車両のみ記述する。以下に示す車両は新潟車両センター所属の電車である。
- E129系：2両編成のA編成、4両編成のB編成が全線で運用されており、それぞれ単独の2・4両編成、A・B編成を連結した6両編成で運行される。2014年12月6日に吉田駅 - 新潟駅間で、翌年11月28日に柏崎駅 - 吉田駅間の一部列車でそれぞれ運用を開始した。以後も増備が続けられ、2022年3月12日のダイヤ改正以降は、同線内の定期普通列車全てに充当されている。

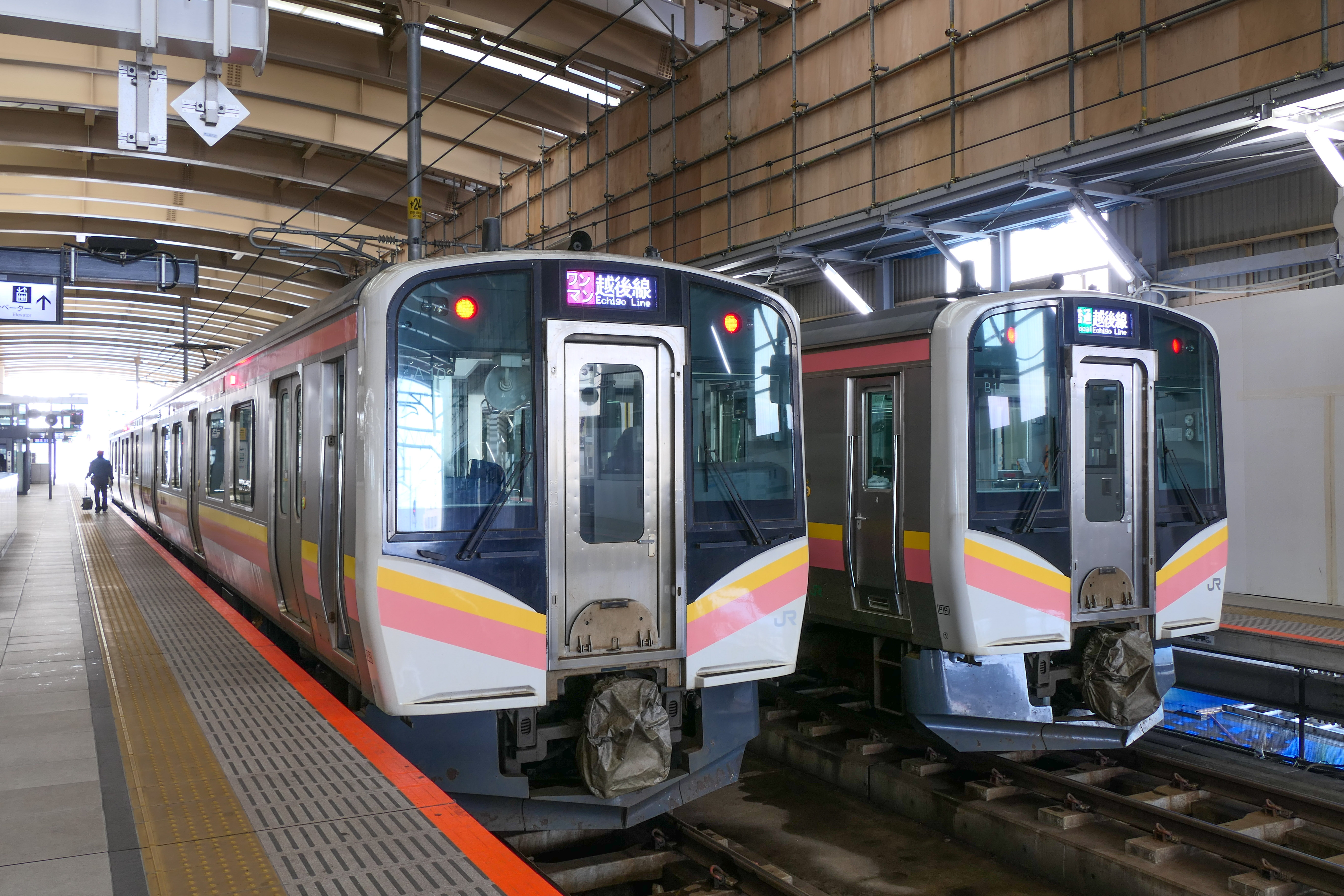
E129系

### 過去の車両
電車

2014年7月改正時点での運行車両

- 115系：越後線には1984年の電化時に投入。2022年3月11日をもって定期運用を終了した。E129系導入前時点ではL編成・N編成・S編成の組合せにより2-7両編成で運用されたが、L編成は2016年3月26日、S編成は同年7月8日でそれぞれ運用を終了した。また、2015年3月までは弥彦線のY編成も吉田駅 - 新潟駅間で1往復乗り入れていた。
- E127系：2022年3月11日をもって定期運用を終了した。新造時の1995年以降、2015年3月まで2・4・6両編成で全時間帯に亘って吉田駅 - 新潟駅間で運用されていた。えちごトキめき鉄道開業に伴って24両12編成のうち20両10編成が同社へ譲渡されたため、2014年12月以降、従来の運用は順次E129系に置換わった。以後、JRに残った2編成は弥彦線ワンマン車両となり、新潟車両センターへの出入庫を兼ねて早朝の新潟発吉田行・昼の弥彦発新潟行各1本で越後線内を走行したほか、間合いの内野駅 - 新潟駅間の一部列車で運用された。
- 165系：快速「やひこ」や普通列車で使用。1995年にE127系に置き換えられ定期運用終了。

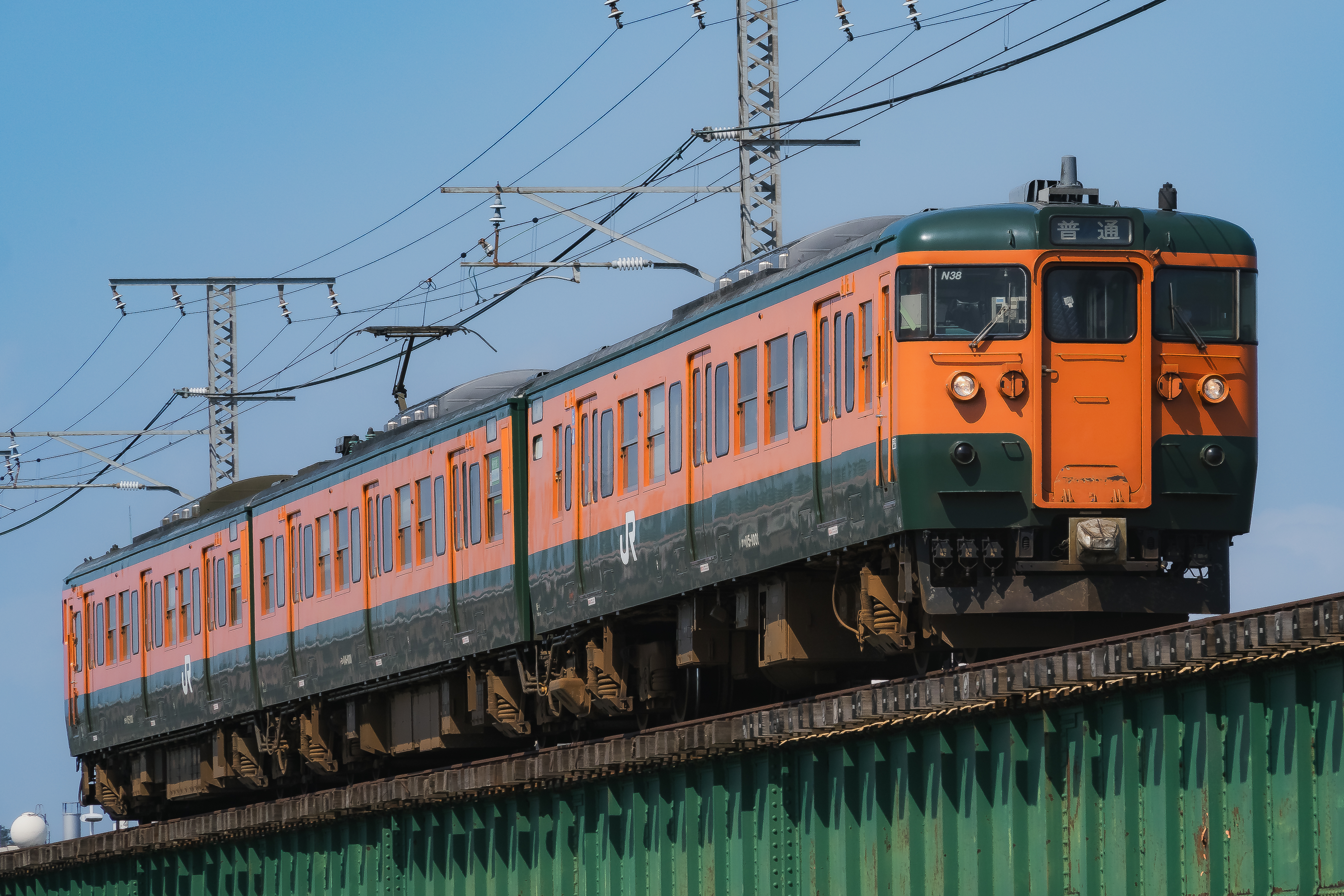
115系
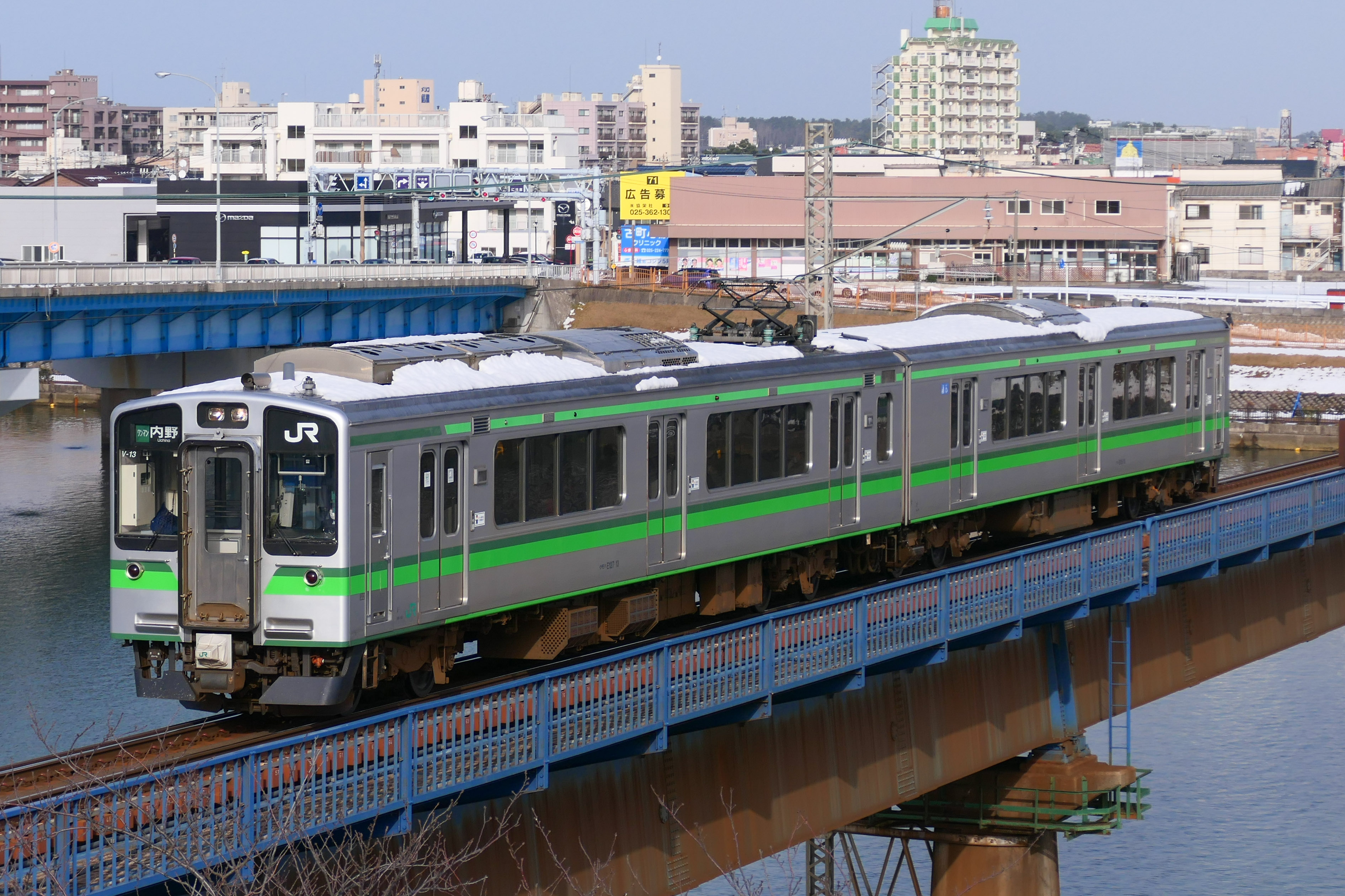
E127系

電化以前は気動車や機関車牽引による客車列車などが運行されていた。これらの一部は電化後も関屋駅・白山駅 - 新潟駅間で朝の通勤時間帯に運行されていたが、後に全列車が電車化された。
気動車
- キハ04形
- キハ10系
- キハ30系
- キハ45系
- キハ55系
- キハ58系

客車
- 50系

機関車
- C56形蒸気機関車
- DD51形ディーゼル機関車

#### 越後鉄道時代の車両
国有化時に越後鉄道から引き継がれた車両のみ記載する。
機関車
- 1形蒸気機関車（1-5）：1912年、独J.A.マッファイ製。詳細は「国鉄1630形蒸気機関車 」を参照
- 16形蒸気機関車（16-17）：1922年、日本車輌製造製。詳細は「国鉄1260形蒸気機関車#越後鉄道」を参照
- 18形蒸気機関車（18-19）：1925年、日本車輌製造製。詳細は「国鉄1720形蒸気機関車」を参照
- 20形蒸気機関車（20） ：1927年、日本車輌製造製。詳細は「国鉄1760形蒸気機関車」を参照
- 6形蒸気機関車（6-7）：1913年、鉄道院から払い下げられた車両。詳細は「国鉄1100形蒸気機関車#その後の経過」を参照
- 8形蒸気機関車（8-9）：鉄道院から払い下げられた車両。詳細は「国鉄7030形蒸気機関車」を参照
- 10形蒸気機関車（10-15）：鉄道院から払い下げられた車両。詳細は「国鉄5130形蒸気機関車#5130形」を参照

客車
以下のいずれも木造車体、車体長18mの2軸ボギー車。車体中央に便所と洗面所を配置した構造であった。国有化後も、越後・弥彦線内で使用された。
- 三等車 8両：1925年新潟鉄工製。定員80人。国有化後ナハ6800-6807（形式6800）→ホハ12000-12007
- ニ三等車 4両：1923-1925年新潟鉄工・日本車輌製の二等・三等合造車。定員26人（二等）、40人（三等）。国有化後ナロハ5760-5763（形式5760）→ナロハ11401-11404 : のちに二等室を荷物室に改造し、三等荷物車ナハニ15864-15867となった。

## 駅一覧
- 全列車普通列車（全ての駅に停車）
- 線路 … ∨：ここより下は単線、◇・｜：単線区間（◇：列車交換可能、｜：列車交換不可）、∧：ここより下は複線、||：複線区間
- 全駅新潟県内に所在。

| 駅名         | 営業キロ | 営業キロ | 接続路線・備考                                                                  | 線路 | 所在地          | 所在地          |
| 駅名         | 駅間     | 累計     | 接続路線・備考                                                                  | 線路 | 所在地          | 所在地          |
| ------------ | -------- | -------- | ------------------------------------------------------------------------------- | ---- | --------------- | --------------- |
| 柏崎駅       | -        | 0.0      | 東日本旅客鉄道：■信越本線                                                       | ∨    | 柏崎市          | 柏崎市          |
| 東柏崎駅     | 1.6      | 1.6      |                                                                                 | ｜   | 柏崎市          | 柏崎市          |
| 西中通駅     | 3.4      | 5.0      |                                                                                 | ｜   | 柏崎市          | 柏崎市          |
| 荒浜駅       | 1.6      | 6.6      |                                                                                 | ｜   | 刈羽郡 刈羽村   | 刈羽郡 刈羽村   |
| 刈羽駅       | 3.3      | 9.9      |                                                                                 | ｜   | 刈羽郡 刈羽村   | 刈羽郡 刈羽村   |
| 西山駅       | 2.9      | 12.8     |                                                                                 | ◇    | 柏崎市          | 柏崎市          |
| 礼拝駅       | 2.2      | 15.0     |                                                                                 | ｜   | 柏崎市          | 柏崎市          |
| 石地駅       | 3.7      | 18.7     |                                                                                 | ｜   | 柏崎市          | 柏崎市          |
| 小木ノ城駅   | 4.0      | 22.7     |                                                                                 | ｜   | 三島郡 出雲崎町 | 三島郡 出雲崎町 |
| 出雲崎駅     | 2.1      | 24.8     |                                                                                 | ◇    | 三島郡 出雲崎町 | 三島郡 出雲崎町 |
| 妙法寺駅     | 4.6      | 29.4     |                                                                                 | ｜   | 長岡市          | 長岡市          |
| 小島谷駅     | 3.0      | 32.4     |                                                                                 | ◇    | 長岡市          | 長岡市          |
| 桐原駅       | 3.8      | 36.2     |                                                                                 | ｜   | 長岡市          | 長岡市          |
| 寺泊駅       | 2.8      | 39.0     |                                                                                 | ◇    | 長岡市          | 長岡市          |
| 分水駅       | 2.5      | 41.5     |                                                                                 | ◇    | 燕市            | 燕市            |
| 粟生津駅     | 4.3      | 45.8     |                                                                                 | ｜   | 燕市            | 燕市            |
| 南吉田駅     | 2.0      | 47.8     |                                                                                 | ｜   | 燕市            | 燕市            |
| 吉田駅       | 2.0      | 49.8     | 東日本旅客鉄道：■弥彦線（直通運転あり）                                         | ◇    | 燕市            | 燕市            |
| 北吉田駅     | 1.9      | 51.7     |                                                                                 | ｜   | 燕市            | 燕市            |
| 岩室駅       | 2.1      | 53.8     |                                                                                 | ｜   | 新潟市          | 西蒲区          |
| 巻駅         | 4.0      | 57.8     |                                                                                 | ◇    | 新潟市          | 西蒲区          |
| 越後曽根駅   | 4.6      | 62.4     |                                                                                 | ◇    | 新潟市          | 西蒲区          |
| 越後赤塚駅   | 2.5      | 64.9     |                                                                                 | ◇    | 新潟市          | 西区            |
| 内野西が丘駅 | 3.8      | 68.7     |                                                                                 | ｜   | 新潟市          | 西区            |
| 内野駅       | 1.6      | 70.3     |                                                                                 | ◇    | 新潟市          | 西区            |
| 新潟大学前駅 | 2.0      | 72.3     |                                                                                 | ｜   | 新潟市          | 西区            |
| 寺尾駅       | 2.1      | 74.4     |                                                                                 | ◇    | 新潟市          | 西区            |
| 小針駅       | 1.9      | 76.3     |                                                                                 | ◇    | 新潟市          | 西区            |
| 青山駅       | 1.4      | 77.7     |                                                                                 | ｜   | 新潟市          | 西区            |
| 関屋駅       | 1.5      | 79.2     |                                                                                 | ◇    | 新潟市          | 中央区          |
| 白山駅       | 1.5      | 80.7     |                                                                                 | ◇    | 新潟市          | 中央区          |
| 上所駅       | 1.6      | 82.3     |                                                                                 | ∧    | 新潟市          | 中央区          |
| 新潟駅       | 1.5      | 83.8     | 東日本旅客鉄道： 上越新幹線・■信越本線（直通運転あり）・■白新線（直通運転あり） | \|\| | 新潟市          | 中央区          |

2022年度の時点で、JR東日本自社による乗車人員集計の対象駅は、柏崎駅・寺泊駅・吉田駅・巻駅・越後曽根駅と、内野駅 - 新潟駅間の各駅である。それ以外の駅は完全な無人駅のため集計対象から外されている。

### 過去の接続路線
- 寺泊駅（旧大河津駅）：越後交通長岡線 - 1975年4月1日廃止
- 関屋駅：新潟交通電車線（東関屋駅） - 1999年4月5日廃止

## 利用状況

### 平均通過人員
各年度の平均通過人員（人/日）は以下のとおりである。
| 年度                   | 平均通過人員（人/日） | 平均通過人員（人/日） | 平均通過人員（人/日） | 平均通過人員（人/日） | 出典   |
| 年度                   | 全線                  | 柏崎 - 吉田           | 吉田 - 内野           | 内野 - 新潟           | 出典   |
| ---------------------- | --------------------- | --------------------- | --------------------- | --------------------- | ------ |
| 1987年度（昭和62年度） | 6,548                 | 1,861                 | 9,444                 | 22,300                | [ 61 ] |
| 2009年度（平成21年度） | 6,162                 | 966                   | 13,772                | 13,772                | [ 62 ] |
| 2010年度（平成22年度） | 6,193                 | 961                   | 13,857                | 13,857                | [ 62 ] |
| 2011年度（平成23年度） | 6,214                 | 946                   | 8,060                 | 22,843                | [ 61 ] |
| 2012年度（平成24年度） | 6,240                 | 935                   | 8,038                 | 23,080                | [ 61 ] |
| 2013年度（平成25年度） | 6,441                 | 945                   | 8,241                 | 23,987                | [ 61 ] |
| 2014年度（平成26年度） | 6,185                 | 893                   | 7,814                 | 23,229                | [ 61 ] |
| 2015年度（平成27年度） | 6,313                 | 896                   | 7,928                 | 23,840                | [ 61 ] |
| 2016年度（平成28年度） | 6,280                 | 871                   | 7,852                 | 23,848                | [ 63 ] |
| 2017年度（平成29年度） | 6,097                 | 806                   | 7,650                 | 23,253                | [ 63 ] |
| 2018年度（平成30年度） | 6,021                 | 729                   | 7,593                 | 23,159                | [ 63 ] |
| 2019年度（令和元年度） | 5,889                 | 719                   | 7,339                 | 22,760                | [ 63 ] |
| 2020年度（令和02年度） | 4,539                 | 618                   | 5,930                 | 16,892                | [ 63 ] |
| 2021年度（令和03年度） | 4,657                 | 637                   | 5,950                 | 17,525                | [ 64 ] |
| 2022年度（令和04年度） | 4,905                 | 639                   | 6,218                 | 18,645                | [ 64 ] |
| 2023年度（令和05年度） | 5,220                 | 629                   | 6,528                 | 20,166                | [ 65 ] |

### 収支・営業係数
平均通過人員が2,000人/日未満の線区における各年度の収支（運輸収入、営業費用）、営業係数、収支率は以下のとおりである。▲はマイナスを意味する。
なお、2019 - 2022年度（令和元 - 4年度）は2019年度（令和元年度）の平均通過人員が2,000人/日未満の線区が開示対象となっていたが、2023年度（令和5年度）は同年度の平均通過人員が2,000人/日未満の線区が開示対象となっている。
| 年度                   | 収支（百万円） | 収支（百万円） | 収支（百万円） | 営業 係数 （円） | 収支率 | 出典   |
| 年度                   | 運輸 収入      | 営業 費用      | 計             | 営業 係数 （円） | 収支率 | 出典   |
| ---------------------- | -------------- | -------------- | -------------- | ---------------- | ------ | ------ |
| 2019年度（令和元年度） | 101            | 1,365          | ▲1,264         | 1,349            | 7.4%   | [ 66 ] |
| 2020年度（令和02年度） | 74             | 1,294          | ▲1,219         | 1,735            | 5.8%   | [ 66 ] |
| 2021年度（令和03年度） | 81             | 1,358          | ▲1,277         | 1,673            | 6.0%   | [ 67 ] |
| 2022年度（令和04年度） | 84             | 1,128          | ▲1,044         | 1,342            | 7.5%   | [ 68 ] |
| 2023年度（令和05年度） | 84             | 1,131          | ▲1,046         | 1,332            | 7.5%   | [ 69 ] |